# Tang Soo Do
Tang Soo Do (당수도, ook wel Tangsudo) is een Koreaanse vechtkunst. Het is geconcentreerd op discipline, het gebruik van procedures en opeenvolgingen van zelfverdediging. Tang Soo Do kan gezien worden als de voorloper van taekwondo. Vanwege de relatieve naamsonbekendheid wordt Tang Soo Do soms betiteld als Koreaans karate. Tang Soo Do is echter wel een opzichzelfstaande vechtkunst.
In de loop van de geschiedenis hebben veel Koreaanse vechtkunstscholen hun beoefende stijl Tang Soo Do genoemd. Dit artikel zal voornamelijk de Tang Soo Do stijl van de Moo Duk Kwan school behandelen. De andere Tang Soo Do-scholen zijn opgegaan in het taekwondo.

## Geschiedenis
Hwang Kee, stichter van deze kunst, beweerde oorspronkelijk dat hij bij het bedenken van de kunst was geïnspireerd door oude teksten over Subak, toen hij in de jaren 30 van de twintigste eeuw in Mantsjoerije woonde. Waarschijnlijker is het dat Tang Soo Do is ontwikkeld nadat Hwang Kee, tijdens zijn verblijf in Mantsjoerije, kennis had gemaakt met het Japanse karate en Chinese vechtkunsten. Mantsjoerije stond in die tijd, net als Korea, onder Japans bewind.
Hwang Kee vertrok in 1935 van Korea naar Mantsjoerije (China) om daar te werken voor de Cho Sun Spoorwegmaatschappij. In mei 1936 ontmoette hij aldaar een Chinees genaamd Yang Kuk Jin, die een meester was in Chinese vechtkunst. Na lang aandringen werd Hwang Kee zijn leerling. Hwang Kee kreeg hier les in een mix van verschillende kungfu-stijlen: Yang-stijl tai chi chuan, Tantui (verende benen), Chang chuan (lange vuist kungfu). Hwang Kee trainde bij meester Yang Kuk Jin tot 1937, waarna hij genoodzaakt was om weer terug te keren naar Seoel. In 1941 bracht Hwang Kee weer een bezoek aan zijn meester. Daarna had hij vanwege de Tweede Wereldoorlog geen gelegenheid meer voor verdere bezoeken aan zijn meester.
Vanwege de Japanse bezetting van Korea waren enkel boeken in het Japans toegestaan. Het Cho Sun Spoorwegstation, waar hij werkzaam was, had een kleine bibliotheek, die boeken bevatte over karate. Hwang Kee bestudeerde deze boeken om zijn kennis over vechtkunst te vergroten. Hoewel Hwang Kee nooit aangegeven heeft welke boeken dit precies waren, is het zeer waarschijnlijk, dat dit de boeken waren gepubliceerd door karatemeesters Gichin Funakoshi en Choki Motobu, want zij waren de enigen die destijds boeken hadden gepubliceerd over karate.

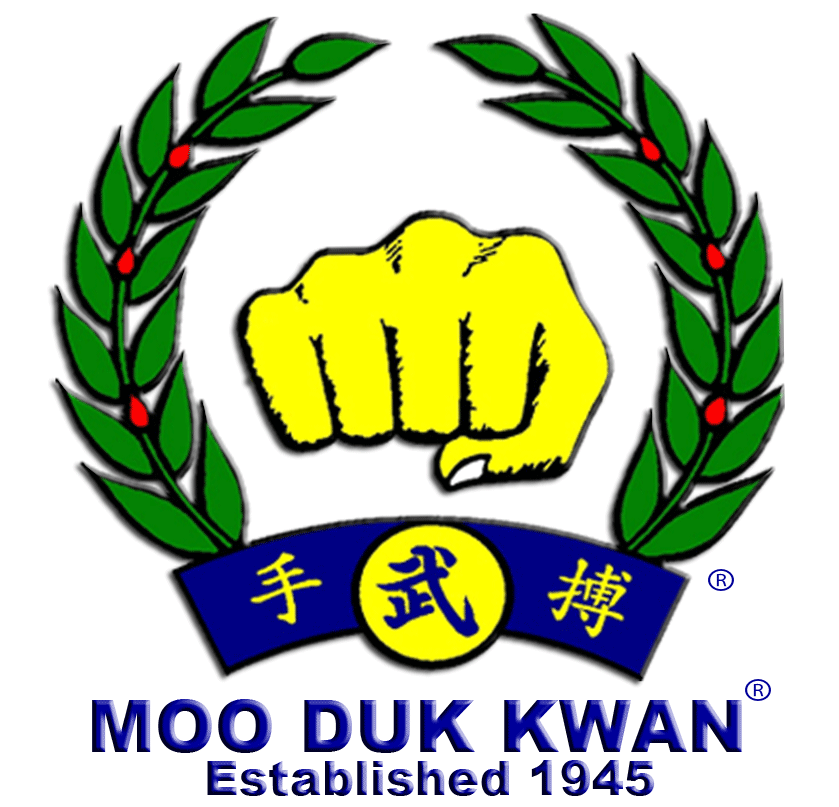
Moo Duk Wan school logo

Kort na het einde van de Japanse bezetting van Korea, opende Hwang Kee op 9 november 1945 in Seoel een vechtkunstschool, genaamd de Moo Duk Kwan (무덕관). Hij noemde zijn vechtstijl Hwa Soo Do. Maar omdat niemand van die stijl gehoord had, trok hij maar weinig leerlingen. Al gauw was hij genoodzaakt zijn school sluiten. Om toch actief te blijven in de vechtkunst, sloot hij zich daarom aan bij de Chung Do Kwan school van meester Won Kuk Lee, die een leerling van karatemeester Gichin Funakoshi was geweest. Bij deze school gaf Won Kuk Lee les in Shotokan karate onder de Koreaanse naam Tang Soo Do.
Nadat Hwang Kee enige tijd les had gevolgd bij Won Kuk Lee, wou hij zijn oude school heropenen. Won Kuk Lee gaf hem toen het advies om de naam Tang Soo Do te gebruiken voor zijn stijl, omdat dat veel bekender was in Korea. Hwang Kee volgde dit advies op en heropende zijn school in 1947. Ditmaal had hij wel succes met zijn school.
In de loop der tijd waren er in Korea verschillende Tang Soo Do- en Kong Soo Do-scholen opgericht door Koreanen, die tijdens hun werk of studie in Japan les hadden gevolgd in karate. Na de Japanse bezetting, begin jaren 50 ontstond er bij de Koreaanse regering het idee, om de verschillende scholen (kwans) te verenigen in een nationale organisatie, en de beoefende stijl aan te duiden met de naam 'taekwondo'. Hwang Kee en zijn school deden hier ook aan mee. Het was oorspronkelijk de bedoeling dat zijn school zou opgaan in deze organisatie. Maar na onenigheid met de leiders van de andere scholen, besloot Hwang Kee om toch zelfstandig zijn weg te gaan.
In 1957 ontdekte Hwang Kee in de nationale bibliotheek van Seoel een manuscript, genaamd de Moo Ye Dobo Tong Ji (geïllustreerd handboek van vechtkunst). Hierin werd een beschrijving gegeven van de reeds lang uitgestorven Koreaanse vechtkunst Subak. Hwang Kee bestudeerde dit manuscript goed en voegde van wat hij hieruit leerde toe aan zijn eigen stijl in een poging om zijn vechtkunst een wat meer Koreaans historische oorsprong te geven. In 1960 veranderde Hwang Kee de naam van zijn stijl naar Soo Bahk Do, daarmee verwijzend naar oude traditionele Koreaanse vechtkunst. Deze naam is echter nooit populair geworden. Men bleef de beoefende stijl steeds Tang Soo Do noemen.
Waarschijnlijk vanwege commerciële redenen en omdat er na de oorlog veel anti-Japans sentiment onder de Koreaanse bevolking leefde vanwege de Japanse bezetting, wordt er bij Tang Soo Do soms ontkend dat Tang Soo Do beïnvloed is door het Japanse karate. In plaats daarvan dicht men Tang Soo Do een langere geschiedenis toe en probeert men het te koppelen aan het historische Subak. Zo beweren sommige leraren dat Tang Soo Do wel 2000 jaar oud zou zijn. Tang Soo Do is als vechtkunst relatief onbekend gebleven bij de gewone mensen t.o.v. van vechtstijlen als karate of taekwondo. Vanwege deze naamsonbekendheid werd Tang Soo Do soms geprofileerd als Koreaans karate of als taekwondo om het zo beter te kunnen adverteren bij de mensen. Desondanks heeft de vechtkunst miljoenen enthousiaste beoefenaars over heel de wereld.

## Naam en transcriptie
Tang Soo Do betekent in het Koreaans "Tang Hand Methode". Hierbij staat "Tang" voor de Chinese Tang-dynastie, een tijdsperiode van China waarin ongewapende vechtkunsten zeer populair waren. "Soo" betekent hand en "Do" betekent methode, weg of leefwijze. Deze naam is afgeleid van "Toudi", de oude naam van karate. Hierbij staat "Tou" voor de Tang-dynastie en "di" betekent hand in het Okinawaans. In het Japans spreekt men dit weer uit als "Tote". Deze naam is rechtstreeks vertaald in het Koreaans, waarna het woordje "do" eraan is toegevoegd, om zo ook in het haken op de destijds populaire Japanse budofilosofie.
De meeste scholen van Tang Soo Do gebruiken de transcriptie "Tang Soo Do". Maar wetenschappelijke teksten passen de officiële transcriptie "tangsudo" toe (die als één woord geschreven wordt). Sommige auteurs schrijven "Tangsoodo". Wanneer Tang Soo Do geschreven wordt in hanja, is de uitspraak in het Japans gelijk aan die van Karate-do.

## Stijlkenmerken

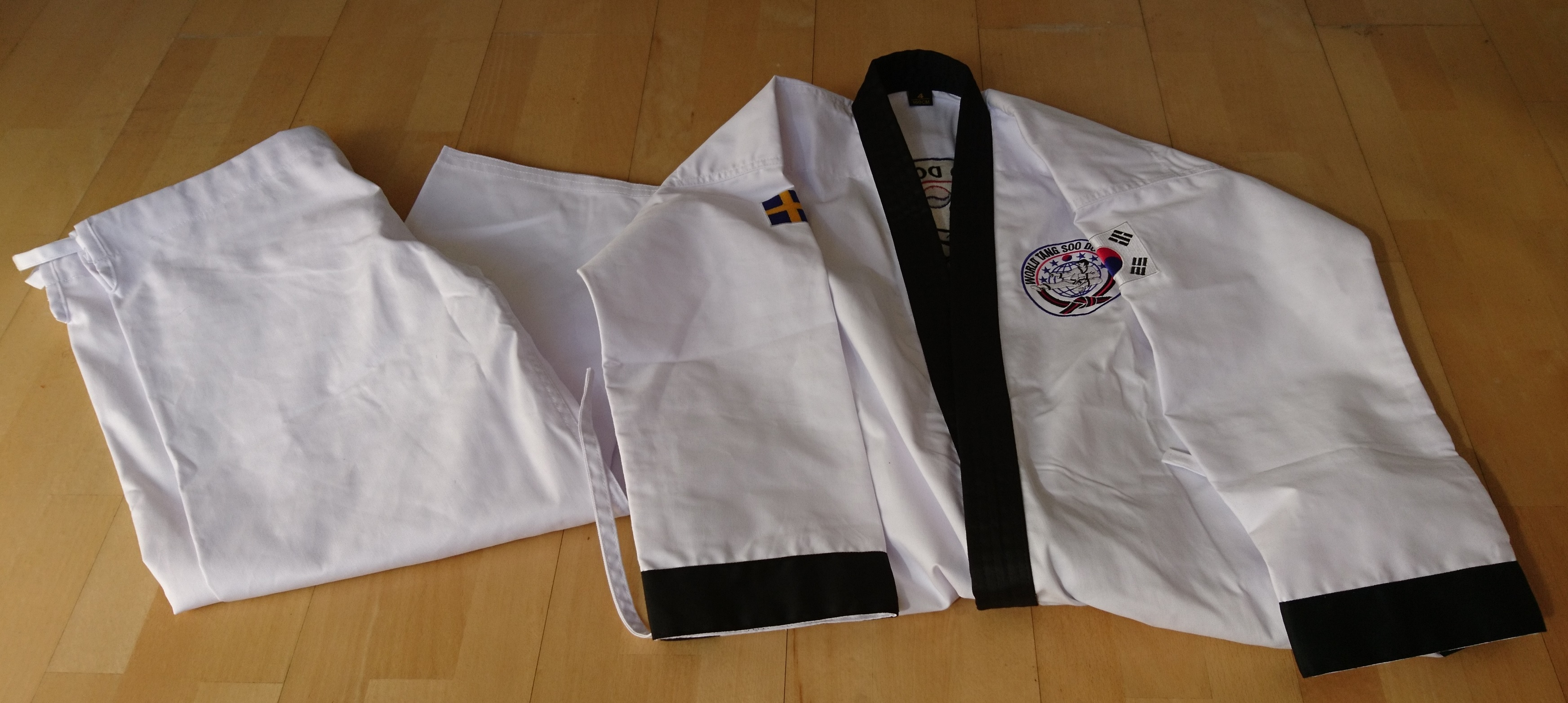
Het trainingspak van Tang Soo Do

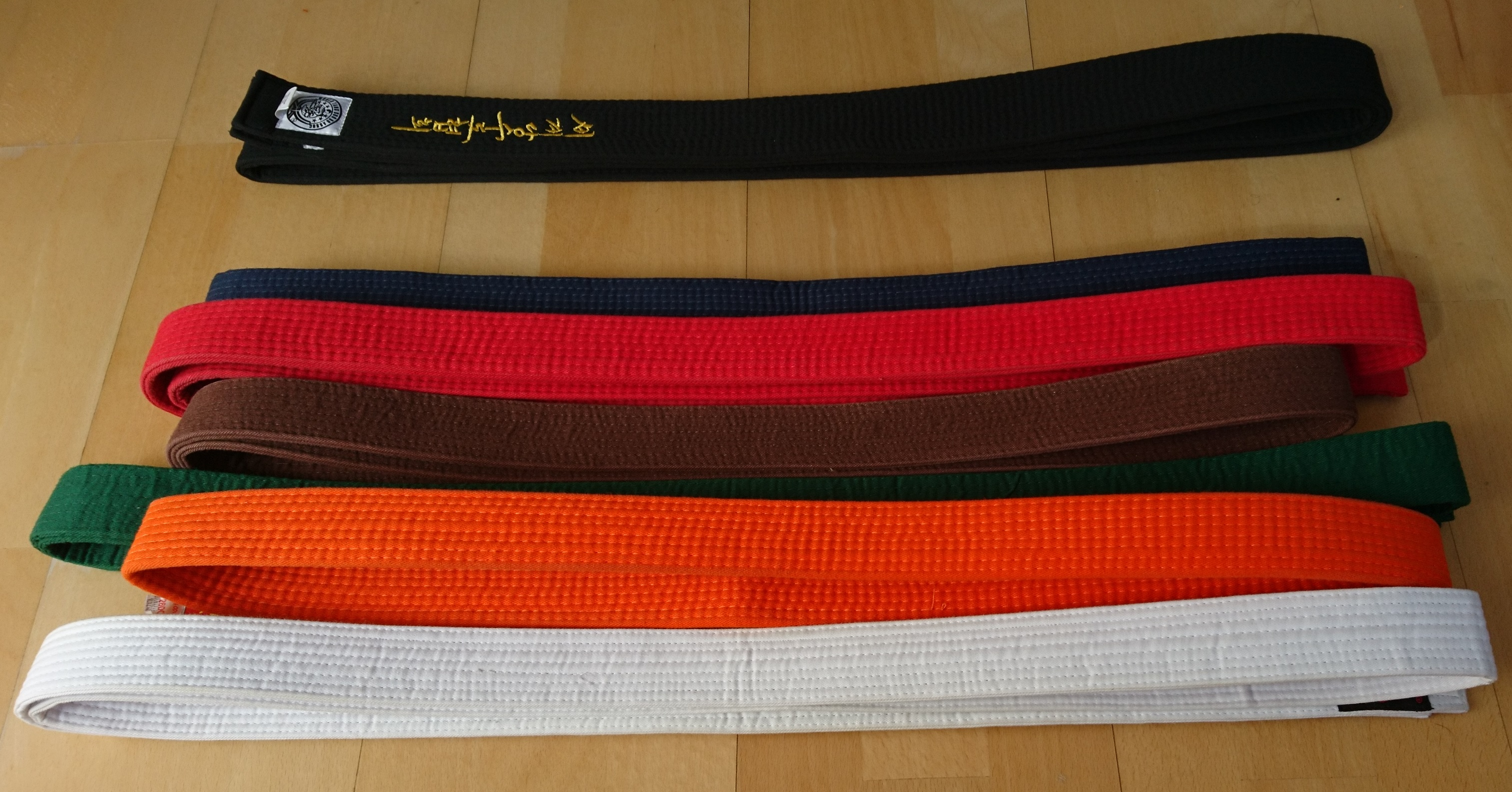
De banden van Tang Soo Do

In veel aspecten lijkt Tang Soo Do op karate en taekwondo, de verschillen zijn vaak slechts miniem, wat niet raar is als je kijkt naar de geschiedenis van deze stijlen. Het verschil met taekwondo zit hem in het feit dat men Tang Soo Do als zijnde een vechtkunst profileert, in plaats van een vechtsport zoals bij taekwondo.
In Tang Soo Do noemt men de zaal, waarin getraind wordt, de dojang. Men noemt de kleding, waarin men traint, de dobok. Deze is bijna identiek aan het karatepak dat in karate gebruikt wordt. In Tang Soo Do maakt men gebruik van een bandensysteem, om leerlingen van verschillende graad te onderscheiden. De kleuren van de banden zijn achtereenvolgens van lage band naar hoge band: wit, geel, oranje, groen, rood, zwart. Sommige Tang Soo Do-organisaties gebruiken daarnaast ook nog de kleuren: bruin, paars, blauw, donkerblauw.
Net zoals vele andere Koreaanse vechtkunsten beschikt ook Tang Soo Do over een uitgebreid arsenaal aan traptechnieken. Voor de goede uitvoering van de traptechnieken oefent men veel sprongoefeningen en geeft men extra aandacht aan rek- en strekoefeningen. Men oefent daarnaast ook verschillende stoten, slagen en afweertechnieken. Op stootkussens traint men vele stoot- en traptechnieken. Ook ontbreken breektesten (planken of stenen doorslaan) niet bij Tang Soo Do. Breektesten zijn vaak onderdeel van het examen voor een hogere band. In Tang Soo Do zijn krachttraining en conditietraining een vast onderdeel van elke les.
In Tang Soo Do worden hyungs (loopvormen) beoefend. Dit zijn bijeengebundelde combinaties van technieken, die een gevecht tegen denkbeeldige tegenstanders uitbeelden. Hyungs zijn vergelijkbaar met de kata's uit het karate. Men beoefent in Tang Soo Do nog de oude hyungs, die gebaseerd zijn op kata's uit de Shotokan-stijl van karate. In taekwondo is men hier grotendeels van afgestapt en oefent men andere vormen. In Tang Soo Do beoefent men daarnaast ook nog vormen die afgeleid zijn van Chinese vechtkunsten. Deze worden geleerd aan leerlingen met hogere banden. Leerlingen met hogere banden vullen daarnaast hun kennis vaak aan met wapentraining, waarbij ze wapens gebruiken zoals de vechtstok, het mes, het zwaard en de speer.
Men doet veel aan sparring in het Tang Soo Do, bijna elke les. Men kent twee verschillende soorten sparring: eenstap-sparring en vrije sparring. Eenstap-sparring is een tweepersoonsoefening, waarbij vooraf afgesproken combinaties van verdedigingen tegen een aanval worden beoefend. Vrije sparring is in feite het vrije gevecht, waarbij men vrij is in het gebruik van de technieken.
Tang Soo Do benadrukt eerlijke competitie. Tang Soo Do is een 'niet-contactsport'. Dit wil dus zeggen dat men elkaar tijdens het sparren niet mag raken. Bij Tang Soo Do worden er ook wedstrijden gehouden. Tijdens wedstrijden wordt licht toucheren toegestaan, maar wanneer er te hard wordt geraakt kan de jury ingrijpen en straffen geven. Ook mag er bij Tang Soo Do niet onder de gordel getrapt of gestoten worden. Technieken naar het hoofd zijn alleen toegestaan bij traptechnieken. Wanneer gebruikgemaakt wordt van beschermingsmiddelen, zoals een beschermingsvest en een helm, is iets meer contact toegestaan. Soms wordt dit verder aangevuld met handschoenen en voetbeschermers.
Bij Tang Soo Do zijn beheersing en veiligheid erg belangrijk. Ook zijn socialiteit en respect erg belangrijk. Dit is ook de reden waarom Tang Soo Do geen vechtsport is, maar een beheerste vechtkunst.

## In de populaire media
Amerikaanse actiefilmster Chuck Norris is een van de beroemdste beoefenaars van Tang Soo Do. Zijn films bevatten dan ook veel technieken uit het Tang Soo Do. Tang Soo Do is zijn basisvechtkunst, hoewel Chuck Norris zelf zijn beoefende vechtkunst vaak als karate aangeduid heeft.
In de film The Karate Kid vormt Tang Soo Do de basis voor de fictieve vechtstijl "Cobra Kai", beoefend door de doortrapte Cobra Kai Dojo. Met name het personage Johnny Lawrence, een centrale antagonist van de film uit 1984 en een van de centrale hoofdrolspelers van de vervolgserie Cobra Kai, is een van de meest bekende fictieve beoefenaars van de kunst. In beide optredens wordt Johnny Lawrence gespeeld door William Zabka, die voor de film werd getraind door leraar Pat E. Johnson, die op zijn beurt een leerling is van Chuck Norris. Pas in de tv-serie Cobra Kai wordt Tang Soo Do bij naam benoemd.

## Bekende beoefenaars
- Peter Salm
- Chuck Norris
- Donny Osmond[5]
- Cynthia Rothrock
- Chloe Bruce
- Blake Foster
- Pat E. Johnson
- Steve McQueen
- Michael Jai White
- Jae Chul Shin
- Noah Hathaway
- John Ratzenberger
- Robert Wall
- Sjef Lamens
- William Zabka